# اتم بنک
اتم بنک (انگلیسی: Atom Bank) شرکت خدمات مالی و بانکداری بریتانیایی است، که در سال ۲۰۱۳ تأسیس شد.